# Blanchardville
Blanchardville – wieś w Stanach Zjednoczonych, w stanie Wisconsin, w hrabstwie Lafayette.